# János Göröcs
János Göröcs (* 8. Mai 1939 in Gánt; † 23. Februar 2020 in Budapest) war ein ungarischer Fußballspieler und -trainer.

## Leben
Göröcs begann seine sportliche Laufbahn 1949 bei dem Budapester Verein Jutagyári TE und wechselte 1951 zu Vasas Izzó, wo er sechs Jahre blieb. Von 1957 bis 1972 war er Stürmer und Mittelfeldspieler bei Újpest Budapest. Danach spielte er zwei Jahre für den Verein FC Tatabánya. Nach seiner aktiven Zeit als Spieler arbeitete er als Fußballtrainer.
Göröcs nahm an 62 Spielen der ungarischen Fußballnationalmannschaft teil und schoss für diese insgesamt 19 Tore.
Bei der Olympiade 1960 in Rom erhielt er mit der ungarischen Fußballnationalmannschaft die Bronzemedaille.